# Notoreas omichlias
Notoreas omichlias är en fjärilsart som beskrevs av Edward Meyrick 1883. Notoreas omichlias ingår i släktet Notoreas och familjen mätare. Inga underarter finns listade i Catalogue of Life.